# Anenský vrch (Šluknovská pahorkatina)
Anenský vrch (německy Annaberg) je hřbet s nadmořskou výškou 420 m, který odděluje Lobendavu a Lipovou v Ústeckém kraji.

## Charakteristika
Z geomorfologického hlediska náleží vrch k celku Šluknovská pahorkatina, jeho okrsku Šenovská pahorkatina a podokrsku Mikulášovická pahorkatina. Geologické podloží tvoří drobně až středně zrnitý hybridní dvojslídý granodiorit, kterým proniká nerozlišený bazaltoid. V půdním pokryvu převažuje modální mesobazická kambizem, ve vrcholové části též modální eutrofní, při vodních tocích pak oglejená. Vrcholové partie a část severního svahu jsou zalesněné listnatým až smíšeným lesem, většina plochy však slouží jako zemědělská půda. V sedle západně od vrchu pramení Anenský potok, který je levostranným přítokem Lučního potoka. Vrch tak náleží k povodí Labe a úmoří Severního moře. Kousek od vrcholu prochází krajská silnice II/266 spojující Rumburk, Šluknov, Lipovou a Lobendavu, a také zelená turistická stezka, která vede od státní hranice v Severní (místní část Lobendavy) do Jiříkova. Nedaleko vrcholu stojí barokní kaple svaté Anny z let 1775–1777, kterou doplňuje Getsemanská zahrada a křížová cesta s kaplí Božího hrobu. V neděli po svátku svatých Anny a Jáchyma (26. červenec) se v kapli koná tradiční anenská pouť.

## Galerie

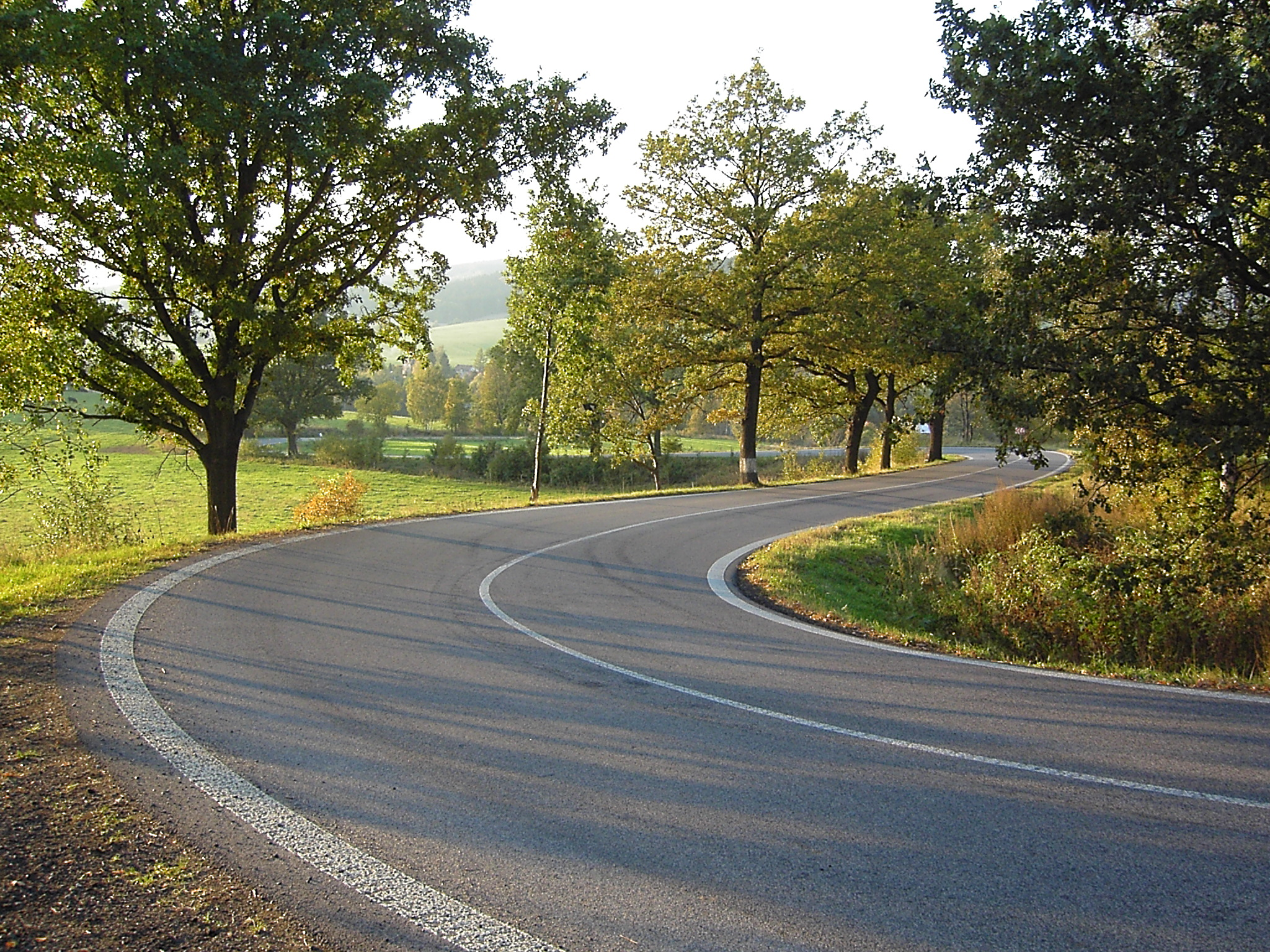
Silnice směrem do Lobendavy
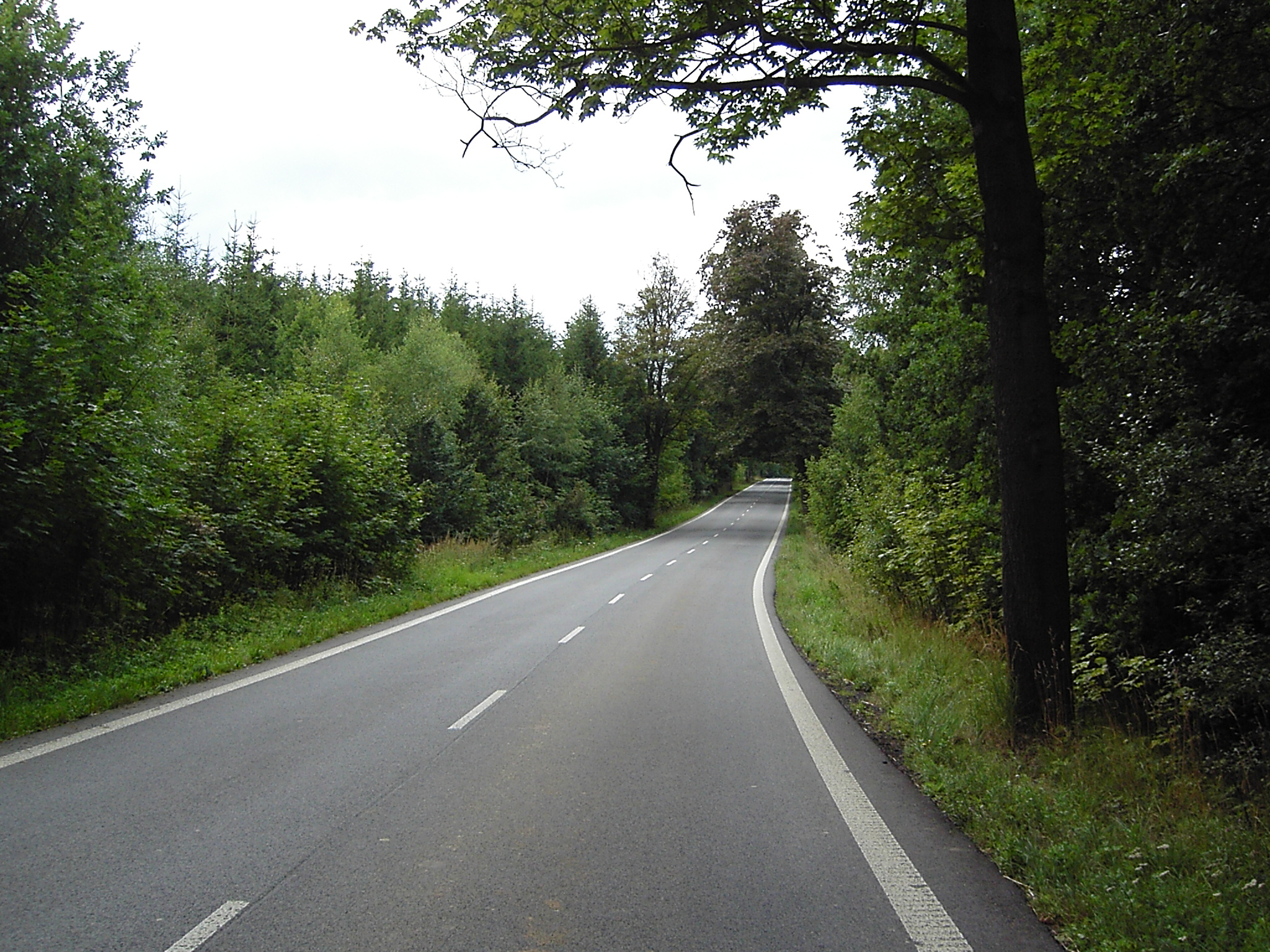
Silnice od Lipové
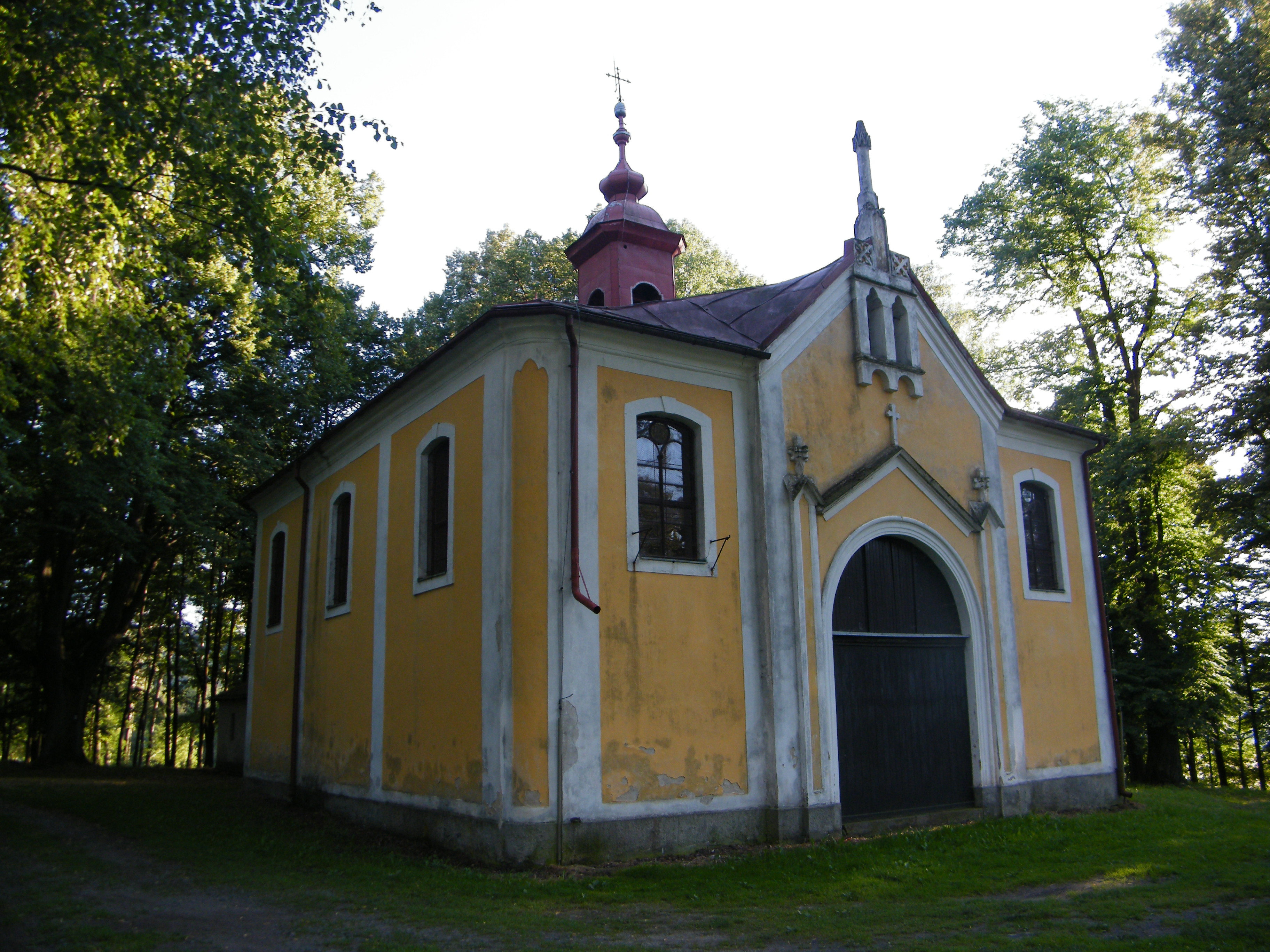
Kaple svaté Anny
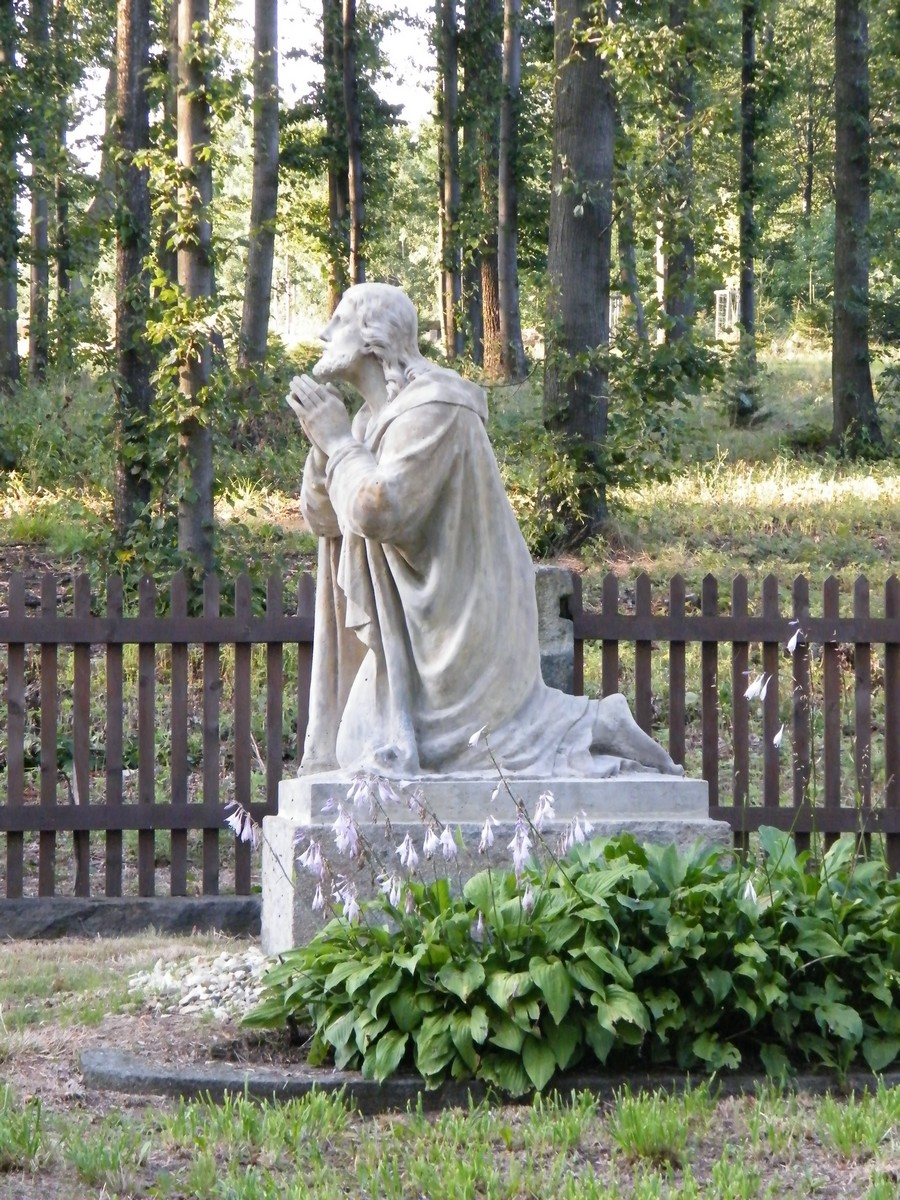
Socha v Getsemanské zahradě
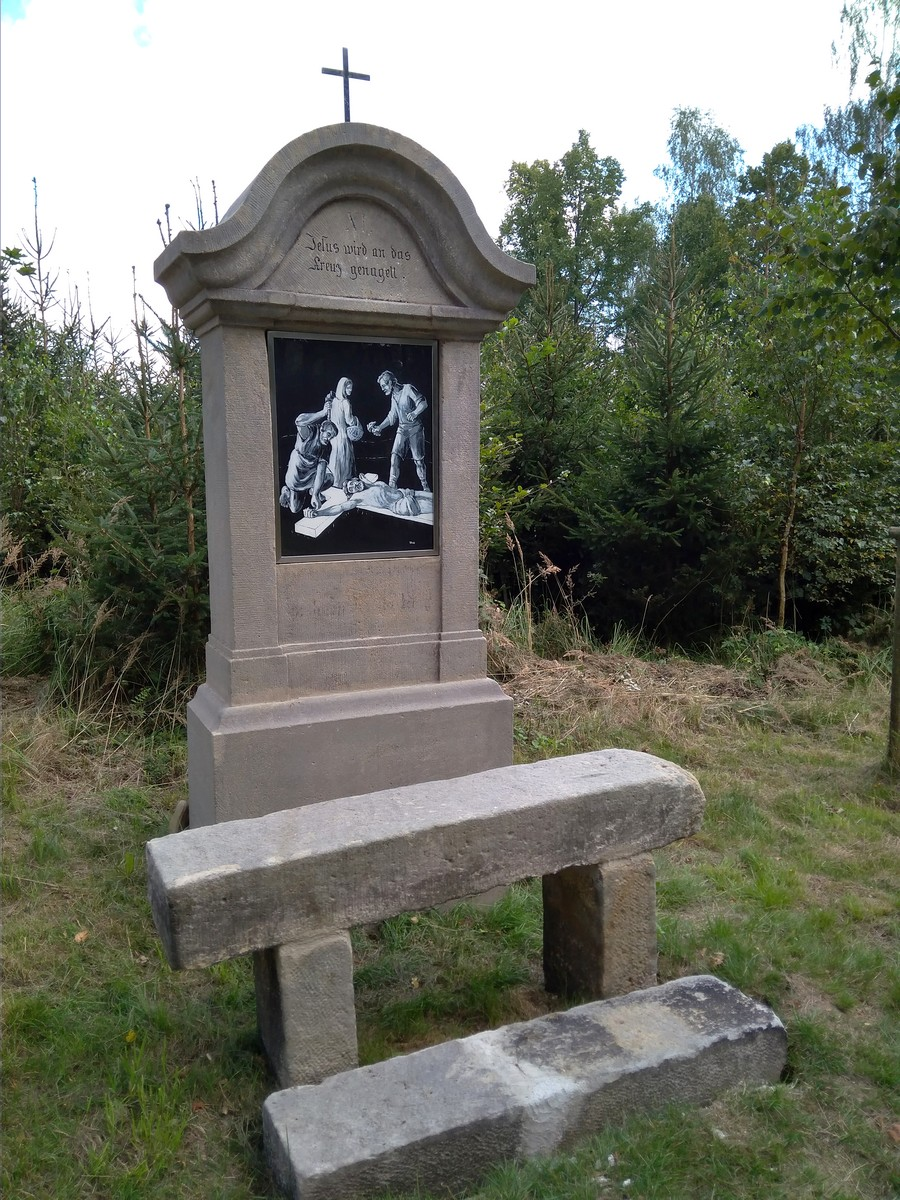
Zastavení křížové cesty
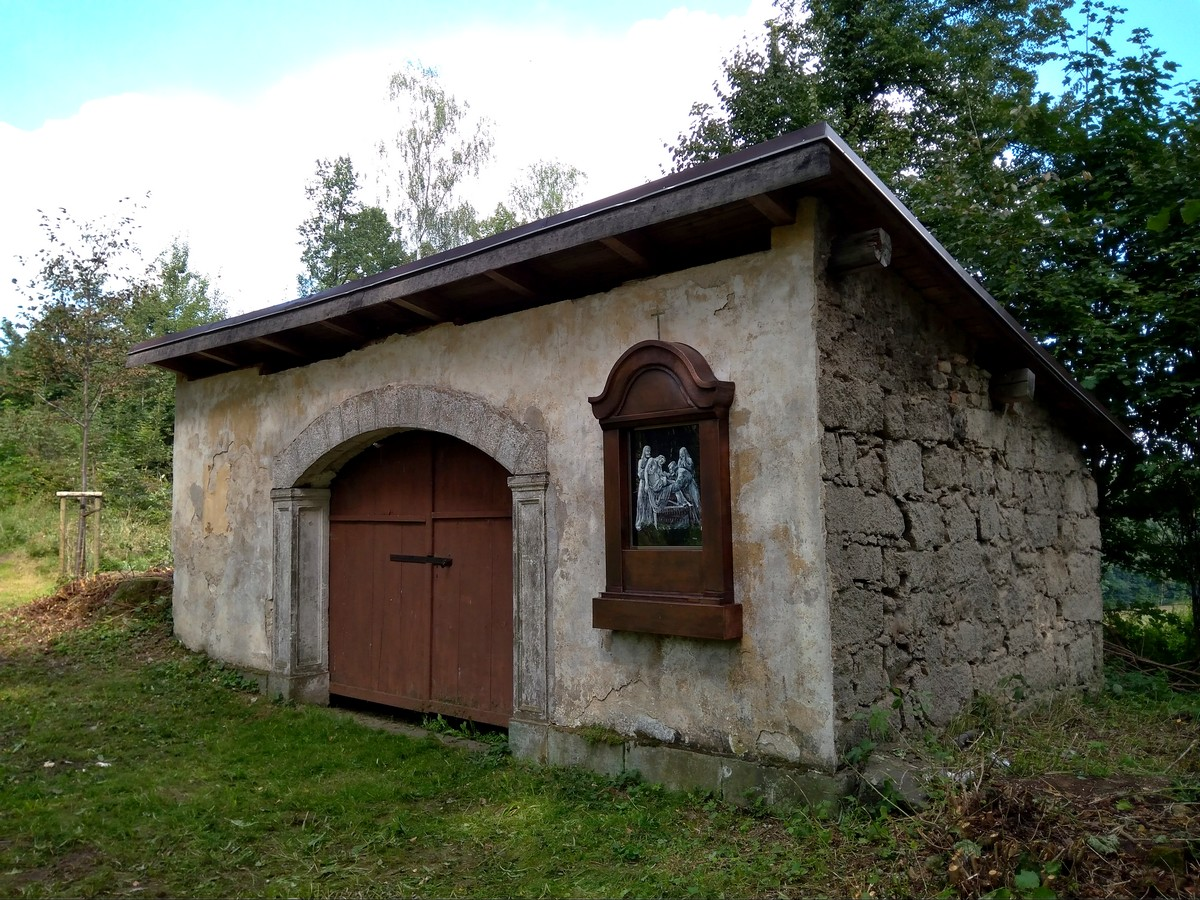
Kaple Božího hrobu
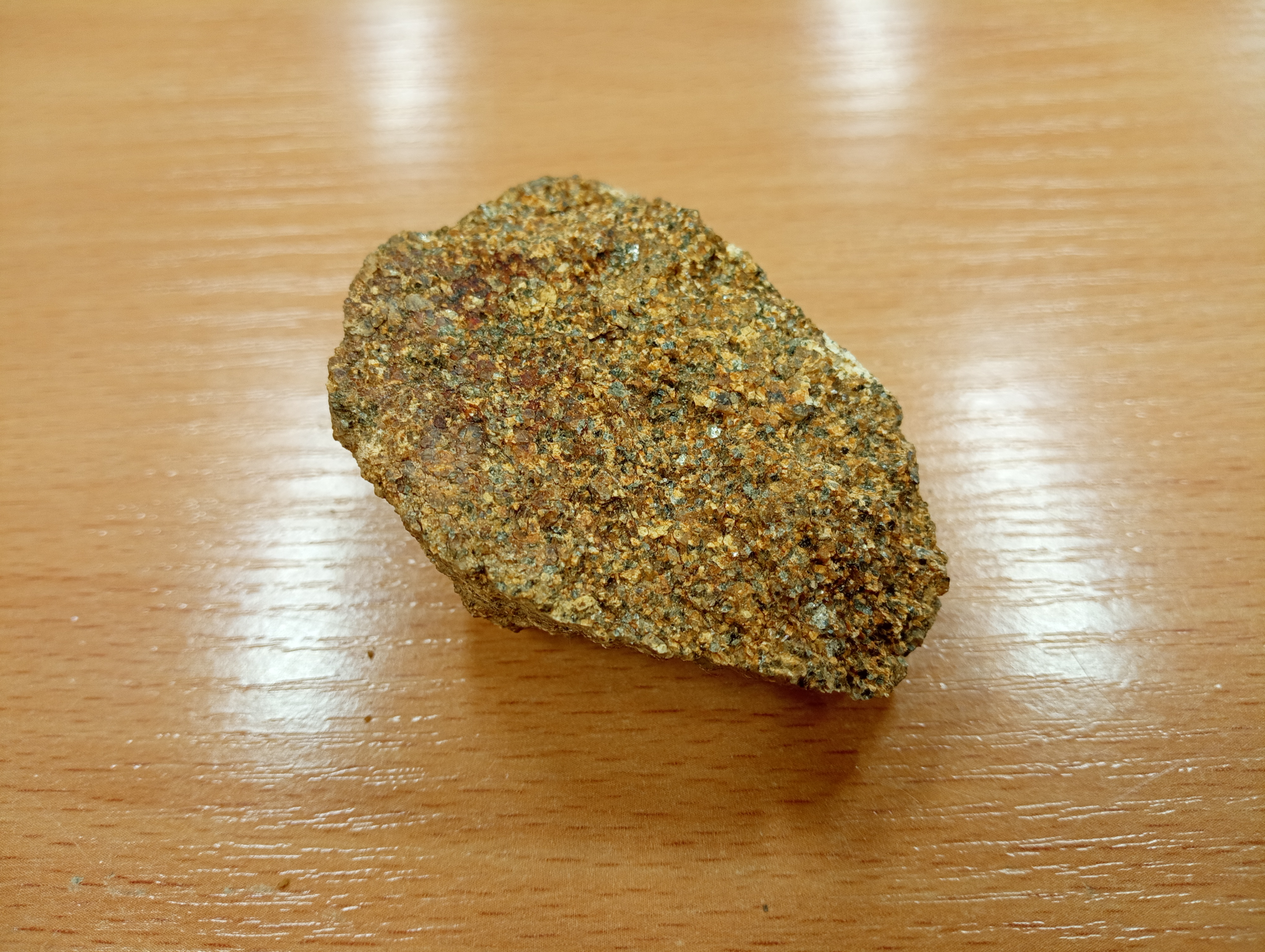
Dvojslídý granodiorit
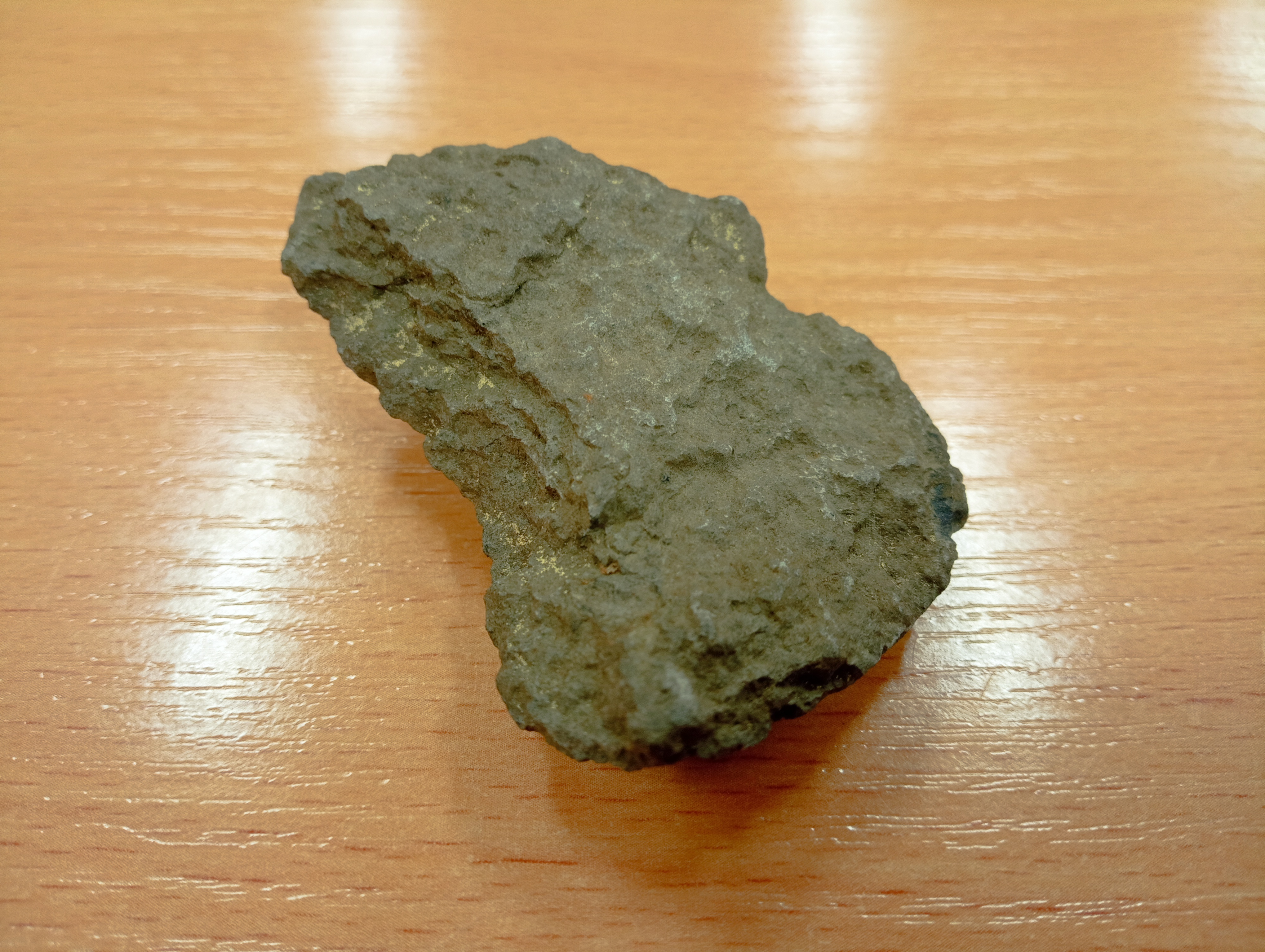
Nerozlišený bazaltoid